# Ів Раве
Ів Раве (фр. Yves Ravey; нар. 1953, Безансон) — французький прозаїк і драматург.

## Біографія
Народився в Безансоні в 1953 році. Працював викладачем французької мови та мистецтва в колежі Стендаля в Безансоні. Його першою публікацією став роман La Table des singes, опублікований Gallimard у 1989 році за рекомендацією Паскаля Кіньяра. Відтоді Раве опублікував низку романів у Éditions de Minuit. Його п'єси та театральні адаптації ставилися в різних театрах Франції. У 2004 році отримав премію Марселя Еме за роман «Le Drap». У 2017 році він потрапив до довгого списку Гонкурівської премії з романом Три дні з моєю тіткою («Trois jours chez ma tante»), а у 2022 році знову потрапив до списку цієї премії з романом «Таорміна».

## Твори
- La Table des singes, roman (Gallimard, 1989).
- Bureau des illettrés, roman (Minuit, 1992).
- Le Cours classique, roman (Minuit, 1995).
- Alerte, roman (Minuit, 1996).
- Moteur, roman (Minuit, 1996).
- Le Drap, roman (Minuit, 2003).
- Pris au piège, roman (Minuit, 2005).
- L'Épave, roman (Minuit, 2006).
- Bambi Bar, roman (Minuit, 2008).
- Cutter, roman (Minuit, 2009).
- Enlèvement avec rançon, roman (Minuit, 2010).
- Un notaire peu ordinaire, roman (Minuit, 2013).